# Temporada 2012-13 de l'NBA
La temporada 2012-13 de l'NBA és la seixanta-setena de la història de la competició nord-americana de bàsquet professional. Els Houston Rockets van ser els amfitrions de l'All-Star Game de l'NBA de 2013 que se celebrà el 17 de febrer de 2013 al Toyota Center de Houston, Texas. Anthony Davis va ser el primer elegit en el Draft de l'NBA de 2012.
La temporada començà el 30 d'octubre de 2012 en un partit en què els Boston Celtics perderen per 107 a 120 contra els Miami Heat a l'American Airlines Arena de Miami, Florida. La temporada regular acabà el 17 d'abril de 2013 i els playoffs començaren el 20 d'abril de 2013.
En la final, els Miami Heat van guanyar els San Antonio Spurs i es van proclamar campions de l'NBA.

## Classificació
La lliga regular consta de 82 partits i els equips s'ordenen en una classificació per divisió i conferència. El primer classificat (o campió) de cada divisió i els 8 equips millor classificats de cada conferència es classifiquen per disputar els playoffs o eliminatòries pel títol.

### Classificació per divisió
| Conferència Est   |                     |    |    |       |
| Divisió Atlàntica |                     |    |    |       |
| #                 | Equip               | V  | D  | %V    |
| 1                 | New York Knicks     | 54 | 28 | 0,659 |
| 2                 | Brooklyn Nets       | 49 | 33 | 0,598 |
| 3                 | Boston Celtics      | 41 | 40 | 0,506 |
| 4                 | Philadelphia 76ers  | 34 | 48 | 0,415 |
| 5                 | Toronto Raptors     | 34 | 48 | 0,415 |
| Divisió Central   |                     |    |    |       |
| #                 | Equip               | V  | D  | %V    |
| 1                 | Indiana Pacers      | 49 | 32 | 0,605 |
| 2                 | Chicago Bulls       | 45 | 37 | 0,549 |
| 3                 | Milwaukee Bucks     | 38 | 44 | 0,463 |
| 4                 | Detroit Pistons     | 29 | 53 | 0,354 |
| 5                 | Cleveland Cavaliers | 24 | 58 | 0,293 |
| Divisió Sud-est   |                     |    |    |       |
| #                 | Equip               | V  | D  | %V    |
| 1                 | Miami Heat          | 66 | 16 | 0,805 |
| 2                 | Atlanta Hawks       | 44 | 38 | 0,537 |
| 3                 | Washington Wizards  | 29 | 53 | 0,354 |
| 4                 | Charlotte Bobcats   | 21 | 61 | 0,256 |
| 5                 | Orlando Magic       | 20 | 62 | 0,244 |

| Conferència Oest  |                        |    |    |       |
| Divisió Nord-oest |                        |    |    |       |
| #                 | Equip                  | V  | D  | %V    |
| 1                 | Oklahoma City Thunder  | 60 | 22 | 0,732 |
| 2                 | Denver Nuggets         | 57 | 25 | 0,695 |
| 3                 | Utah Jazz              | 43 | 39 | 0,524 |
| 4                 | Portland Trail Blazers | 33 | 49 | 0,402 |
| 5                 | Minnesota Timberwolves | 31 | 51 | 0,378 |
| Divisió Pacífic   |                        |    |    |       |
| #                 | Equip                  | V  | D  | %V    |
| 1                 | Los Angeles Clippers   | 56 | 26 | 0,683 |
| 2                 | Golden State Warriors  | 47 | 35 | 0,573 |
| 3                 | Los Angeles Lakers     | 45 | 37 | 0,549 |
| 4                 | Sacramento Kings       | 28 | 54 | 0,341 |
| 5                 | Phoenix Suns           | 25 | 57 | 0,305 |
| Divisió Sud-oest  |                        |    |    |       |
| #                 | Equip                  | V  | D  | %V    |
| 1                 | San Antonio Spurs      | 58 | 24 | 0,707 |
| 2                 | Memphis Grizzlies      | 56 | 26 | 0,683 |
| 3                 | Houston Rockets        | 45 | 37 | 0,549 |
| 4                 | Dallas Mavericks       | 41 | 41 | 0,500 |
| 5                 | New Orleans Hornets    | 27 | 55 | 0,329 |

### Classificació per conferència
| Conferència Est |                     |    |    |       |
| #               | Equip               | V  | D  | %V    |
| 1               | Miami Heat          | 66 | 16 | 0,805 |
| 2               | New York Knicks     | 54 | 28 | 0,659 |
| 3               | Indiana Pacers      | 49 | 32 | 0,605 |
| 4               | Brooklyn Nets       | 49 | 33 | 0,598 |
| 5               | Chicago Bulls       | 45 | 37 | 0,549 |
| 6               | Atlanta Hawks       | 44 | 38 | 0,537 |
| 7               | Boston Celtics      | 41 | 40 | 0,506 |
| 8               | Milwaukee Bucks     | 38 | 44 | 0,463 |
| 9               | Philadelphia 76ers  | 34 | 48 | 0,415 |
| 10              | Toronto Raptors     | 34 | 48 | 0,415 |
| 11              | Detroit Pistons     | 29 | 53 | 0,354 |
| 12              | Washington Wizards  | 29 | 53 | 0,354 |
| 13              | Cleveland Cavaliers | 24 | 58 | 0,293 |
| 14              | Charlotte Bobcats   | 21 | 61 | 0,256 |
| 15              | Orlando Magic       | 20 | 62 | 0,244 |

| Conferència Oest |                        |    |    |       |
| #                | Equip                  | V  | D  | %V    |
| 1                | Oklahoma City Thunder  | 60 | 22 | 0,732 |
| 2                | San Antonio Spurs      | 58 | 24 | 0,707 |
| 3                | Denver Nuggets         | 57 | 25 | 0,695 |
| 4                | Los Angeles Clippers   | 56 | 26 | 0,683 |
| 5                | Memphis Grizzlies      | 56 | 26 | 0,683 |
| 6                | Golden State Warriors  | 47 | 35 | 0,573 |
| 7                | Los Angeles Lakers     | 45 | 37 | 0,549 |
| 8                | Houston Rockets        | 45 | 37 | 0,549 |
| 9                | Utah Jazz              | 43 | 39 | 0,524 |
| 10               | Dallas Mavericks       | 41 | 41 | 0,500 |
| 11               | Portland Trail Blazers | 33 | 49 | 0,402 |
| 12               | Minnesota Timberwolves | 31 | 51 | 0,378 |
| 13               | Sacramento Kings       | 28 | 54 | 0,341 |
| 14               | New Orleans Hornets    | 27 | 55 | 0,329 |
| 15               | Phoenix Suns           | 25 | 57 | 0,305 |

## Playoffs
Els playoffs començaren el 20 d'abril de 2013. Les eliminatòries es juguen al millor de 7 partits. L'equip que guanya la final es proclama campió de l'NBA.
|  | Primera Ronda | Primera Ronda         | Primera Ronda     |   |                       | Semifinals de Conferència | Semifinals de Conferència | Semifinals de Conferència |  |   | Finals de Conferència | Finals de Conferència | Finals de Conferència |  |    | Final NBA  | Final NBA | Final NBA |
|  |               |                       |                   |   |                       |                           |                           |                           |  |   |                       |                       |                       |  |    |            |           |           |
|  | 1             | Miami Heat            | 4                 |   |                       |                           |                           |                           |  |   |                       |                       |                       |  |    |            |           |           |
|  | 8             | Milwaukee Bucks       | 0                 |   |                       |                           |                           |                           |  |   |                       |                       |                       |  |    |            |           |           |
|  | 8             | Milwaukee Bucks       | 0                 |   | 1                     | Miami Heat                | 4                         |                           |  |   |                       |                       |                       |  |    |            |           |           |
|  |               |                       |                   |   | 1                     | Miami Heat                | 4                         |                           |  |   |                       |                       |                       |  |    |            |           |           |
|  |               | 5                     | Chicago Bulls     | 1 |                       |                           |                           |                           |  |   |                       |                       |                       |  |    |            |           |           |
|  | 4             | 5                     | Chicago Bulls     | 1 | Brooklyn Nets         | 3                         |                           |                           |  |   |                       |                       |                       |  |    |            |           |           |
|  | 4             |                       |                   |   | Brooklyn Nets         | 3                         |                           |                           |  |   |                       |                       |                       |  |    |            |           |           |
|  | 5             | Chicago Bulls         | 4                 |   |                       |                           |                           |                           |  |   |                       |                       |                       |  |    |            |           |           |
|  | 5             | Chicago Bulls         | 4                 |   |                       |                           |                           |                           |  | 1 | Miami Heat            | 4                     |                       |  |    |            |           |           |
|  |               |                       |                   |   |                       |                           |                           |                           |  | 1 | Miami Heat            | 4                     |                       |  |    |            |           |           |
|  |               | 3                     | Indiana Pacers    | 3 |                       |                           |                           |                           |  |   |                       |                       |                       |  |    |            |           |           |
|  | 3             | 3                     | Indiana Pacers    | 3 | Indiana Pacers        | 4                         |                           |                           |  |   |                       |                       |                       |  |    |            |           |           |
|  | 3             |                       |                   |   | Indiana Pacers        | 4                         |                           |                           |  |   |                       |                       |                       |  |    |            |           |           |
|  | 6             | Atlanta Hawks         | 2                 |   |                       |                           |                           |                           |  |   |                       |                       |                       |  |    |            |           |           |
|  | 6             | Atlanta Hawks         | 2                 |   | 3                     | Indiana Pacers            | 4                         |                           |  |   |                       |                       |                       |  |    |            |           |           |
|  |               |                       |                   |   | 3                     | Indiana Pacers            | 4                         |                           |  |   |                       |                       |                       |  |    |            |           |           |
|  |               | 2                     | New York Knicks   | 2 |                       |                           |                           |                           |  |   |                       |                       |                       |  |    |            |           |           |
|  | 2             | 2                     | New York Knicks   | 2 | New York Knicks       | 4                         |                           |                           |  |   |                       |                       |                       |  |    |            |           |           |
|  | 2             |                       |                   |   | New York Knicks       | 4                         |                           |                           |  |   |                       |                       |                       |  |    |            |           |           |
|  | 7             | Boston Celtics        | 2                 |   |                       |                           |                           |                           |  |   |                       |                       |                       |  |    |            |           |           |
|  | 7             | Boston Celtics        | 2                 |   |                       |                           |                           |                           |  |   |                       |                       |                       |  | E1 | Miami Heat | 4         |           |
|  |               |                       |                   |   |                       |                           |                           |                           |  |   |                       |                       |                       |  | E1 | Miami Heat | 4         |           |
|  |               | O2                    | San Antonio Spurs | 3 |                       |                           |                           |                           |  |   |                       |                       |                       |  |    |            |           |           |
|  | 1             | O2                    | San Antonio Spurs | 3 | Oklahoma City Thunder | 4                         |                           |                           |  |   |                       |                       |                       |  |    |            |           |           |
|  | 1             |                       |                   |   | Oklahoma City Thunder | 4                         |                           |                           |  |   |                       |                       |                       |  |    |            |           |           |
|  | 8             | Houston Rockets       | 2                 |   |                       |                           |                           |                           |  |   |                       |                       |                       |  |    |            |           |           |
|  | 8             | Houston Rockets       | 2                 |   | 1                     | Oklahoma City Thunder     | 1                         |                           |  |   |                       |                       |                       |  |    |            |           |           |
|  |               |                       |                   |   | 1                     | Oklahoma City Thunder     | 1                         |                           |  |   |                       |                       |                       |  |    |            |           |           |
|  |               | 5                     | Memphis Grizzlies | 4 |                       |                           |                           |                           |  |   |                       |                       |                       |  |    |            |           |           |
|  | 4             | 5                     | Memphis Grizzlies | 4 | Los Angeles Clippers  | 2                         |                           |                           |  |   |                       |                       |                       |  |    |            |           |           |
|  | 4             |                       |                   |   | Los Angeles Clippers  | 2                         |                           |                           |  |   |                       |                       |                       |  |    |            |           |           |
|  | 5             | Memphis Grizzlies     | 4                 |   |                       |                           |                           |                           |  |   |                       |                       |                       |  |    |            |           |           |
|  | 5             | Memphis Grizzlies     | 4                 |   |                       |                           |                           |                           |  | 5 | Memphis Grizzlies     | 0                     |                       |  |    |            |           |           |
|  |               |                       |                   |   |                       |                           |                           |                           |  | 5 | Memphis Grizzlies     | 0                     |                       |  |    |            |           |           |
|  |               | 2                     | San Antonio Spurs | 4 |                       |                           |                           |                           |  |   |                       |                       |                       |  |    |            |           |           |
|  | 3             | 2                     | San Antonio Spurs | 4 | Denver Nuggets        | 2                         |                           |                           |  |   |                       |                       |                       |  |    |            |           |           |
|  | 3             |                       |                   |   | Denver Nuggets        | 2                         |                           |                           |  |   |                       |                       |                       |  |    |            |           |           |
|  | 6             | Golden State Warriors | 4                 |   |                       |                           |                           |                           |  |   |                       |                       |                       |  |    |            |           |           |
|  | 6             | Golden State Warriors | 4                 |   | 6                     | Golden State Warriors     | 2                         |                           |  |   |                       |                       |                       |  |    |            |           |           |
|  |               |                       |                   |   | 6                     | Golden State Warriors     | 2                         |                           |  |   |                       |                       |                       |  |    |            |           |           |
|  |               | 2                     | San Antonio Spurs | 4 |                       |                           |                           |                           |  |   |                       |                       |                       |  |    |            |           |           |
|  | 2             | 2                     | San Antonio Spurs | 4 | San Antonio Spurs     | 4                         |                           |                           |  |   |                       |                       |                       |  |    |            |           |           |
|  | 2             |                       |                   |   | San Antonio Spurs     | 4                         |                           |                           |  |   |                       |                       |                       |  |    |            |           |           |
|  | 7             | Los Angeles Lakers    | 0                 |   |                       |                           |                           |                           |  |   |                       |                       |                       |  |    |            |           |           |

## Estadístiques
| Categoria                | Jugador              | Equip                 | Mitjana |
| ------------------------ | -------------------- | --------------------- | ------- |
| Punts per partit         | Carmelo Anthony      | New York Knicks       | 28,7    |
| Rebots per partit        | Dwight Howard        | Los Angeles Lakers    | 12,4    |
| Assistències per partit  | Rajon Rondo          | Boston Celtics        | 11,1    |
| Recuperacions per partit | Chris Paul           | Los Angeles Clippers  | 2,41    |
| Taps per partit          | Serge Ibaka          | Oklahoma City Thunder | 3,03    |
| % Tirs de camp           | DeAndre Jordan       | Los Angeles Clippers  | 64,3%   |
| % Tirs lliures           | Kevin Durant         | Oklahoma City Thunder | 90,5%   |
| % Triples                | José Manuel Calderón | Detroit Pistons       | 46,1%   |

## Premis

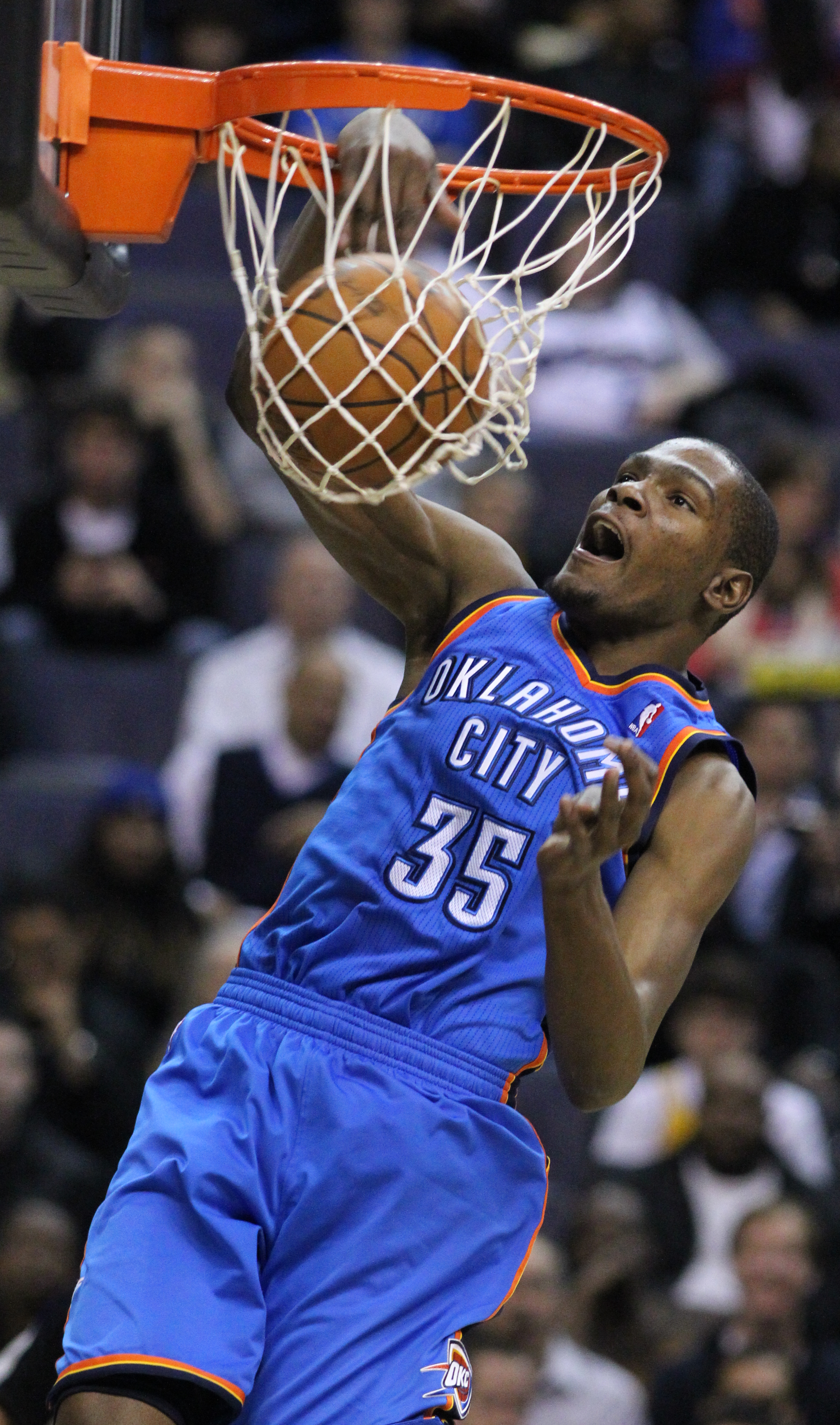
Kevin Durant, dels Oklahoma City Thunder, va ser escollit com a jugador de la setmana en quatre ocasions i com a jugador del mes en una ocasió.

### Jugadors de la setmana
Els següents jugadors van ser nomenats com a jugadors de la setmana de la Conferència Est i Oest, respectivament.
| Setmana         | Conferència Est                          | Conferència Oest                                 | Ref.   |
| --------------- | ---------------------------------------- | ------------------------------------------------ | ------ |
| 30 oct - 4 nov  | Brandon Jennings (Milwaukee Bucks) (1/2) | James Harden (Houston Rockets) (1/2)             | [ 13 ] |
| 5 nov - 11 nov  | LeBron James (Miami Heat) (1/6)          | Kenneth Faried (Denver Nuggets) (1/1)            | [ 14 ] |
| 12 nov - 18 nov | LeBron James (Miami Heat) (2/6)          | Kevin Durant (Oklahoma City Thunder) (1/4)       | [ 8 ]  |
| 19 nov - 25 nov | Al Horford (Atlanta Hawks) (1/1)         | Tim Duncan (San Antonio Spurs) (1/1)             | [ 15 ] |
| 26 nov - 2 des  | Carmelo Anthony (New York Knicks) (1/4)  | Kevin Durant (Oklahoma City Thunder) (2/4)       | [ 9 ]  |
| 3 des - 9 des   | Josh Smith (Atlanta Hawks) (1/1)         | Blake Griffin (Los Angeles Clippers) (1/1)       | [ 16 ] |
| 10 des - 16 des | Paul George (Indiana Pacers) (1/1)       | David Lee (Golden State Warriors) (1/2)          | [ 17 ] |
| 17 des - 23 des | LeBron James (Miami Heat) (3/6)          | Chris Paul (Los Angeles Clippers) (1/1)          | [ 18 ] |
| 24 des - 30 des | Monta Ellis (Milwaukee Bucks) (1/2)      | Greivis Vásquez (New Orleans Hornets) (1/1)      | [ 19 ] |
| 31 des - 6 gen  | Carmelo Anthony (New York Knicks) (2/4)  | James Harden (Houston Rockets) (2/3)             | [ 20 ] |
| 7 gen - 13 gen  | Brandon Jennings (Milwaukee Bucks) (2/2) | Kevin Durant (Oklahoma City Thunder) (3/4)       | [ 10 ] |
| 14 gen - 20 gen | Carlos Boozer (Chicago Bulls) (1/1)      | Kevin Durant (Oklahoma City Thunder) (4/4)       | [ 11 ] |
| 21 gen - 27 gen | Kyrie Irving (Cleveland Cavaliers) (1/1) | Tony Parker (San Antonio Spurs) (1/1)            | [ 21 ] |
| 28 gen - 3 feb  | Nate Robinson (Chicago Bulls) (1/1)      | David Lee (Golden State Warriors) (2/2)          | [ 22 ] |
| 4 feb – 10 feb  | LeBron James (Miami Heat) (4/6)          | Russell Westbrook (Oklahoma City Thunder) (1/1)  | [ 23 ] |
| 19 feb– 24 feb  | LeBron James (Miami Heat) (5/6)          | Kobe Bryant (Los Angeles Lakers) (1/3)           | [ 24 ] |
| 25 feb - 3 mar  | Monta Ellis (Milwaukee Bucks) (2/2)      | Ty Lawson (Denver Nuggets) (1/1)                 | [ 25 ] |
| 4 mar – 10 mar  | Dwyane Wade (Miami Heat) (1/1)           | Kobe Bryant (Los Angeles Lakers) (2/3)           | [ 26 ] |
| 11 mar – 17 mar | John Wall (Washington Wizards) (1/1)     | LaMarcus Aldridge (Portland Trail Blazers) (1/1) | [ 27 ] |
| 18 mar – 24 mar | LeBron James (Miami Heat) (6/6)          | James Harden (Houston Rockets) (3/3)             | [ 28 ] |
| 25 mar – 31 mar | J. R. Smith (New York Knicks) (1/1)      | Al Jefferson (Utah Jazz) (1/1)                   | [ 29 ] |
| 1 abr – 7 abr   | Carmelo Anthony (New York Knicks) (3/4)  | Nikola Peković (Minnesota Timberwolves) (1/1)    | [ 30 ] |
| 8 abr – 14 abr  | Carmelo Anthony (New York Knicks) (4/4)  | Kobe Bryant (Los Angeles Lakers) (3/3)           | [ 31 ] |

### Jugadors del mes
Els següents jugadors van ser nomenats com a jugadors del mes de la Conferència Est i Oest, respectivament.
| Mes                | Conferència Est                         | Conferència Oest                            | Ref.   |
| ------------------ | --------------------------------------- | ------------------------------------------- | ------ |
| Octubre - novembre | LeBron James (Miami Heat) (1/3)         | Kevin Durant (Oklahoma City Thunder) (1/2)  | [ 12 ] |
| Desembre           | LeBron James (Miami Heat) (2/5)         | Chris Paul (Los Angeles Clippers) (1/1)     | [ 32 ] |
| Gener              | LeBron James (Miami Heat) (3/5)         | Tony Parker (San Antonio Spurs) (1/1)       | [ 33 ] |
| Febrer             | LeBron James (Miami Heat) (4/5)         | Kobe Bryant (Los Angeles Lakers) (1/1)      | [ 34 ] |
| Març               | LeBron James (Miami Heat) (5/5)         | Kevin Durant (Oklahoma City Thunder) (2/2)  | [ 35 ] |
| Abril              | Carmelo Anthony (New York Knicks) (1/1) | Stephen Curry (Golden State Warriors) (1/1) | [ 36 ] |

### Rookies del mes
Els següents jugadors van ser nomenats com a rookies —o jugadors novells— del mes de la Conferència Est i Oest, respectivament.
| Mes                | Conferència Est                                  | Conferència Oest                              | Ref.   |
| ------------------ | ------------------------------------------------ | --------------------------------------------- | ------ |
| Octubre - novembre | Michael Kidd-Gilchrist (Charlotte Bobcats) (1/1) | Damian Lillard (Portland Trail Blazers) (1/6) | [ 37 ] |
| Desembre           | Bradley Beal (Washington Wizards) (1/2)          | Damian Lillard (Portland Trail Blazers) (2/6) | [ 38 ] |
| Gener              | Bradley Beal (Washington Wizards) (2/2)          | Damian Lillard (Portland Trail Blazers) (3/6) | [ 39 ] |
| Febrer             | Dion Waiters (Cleveland Cavaliers) (1/1)         | Damian Lillard (Portland Trail Blazers) (4/6) | [ 40 ] |
| Març               | Jonas Valančiūnas (Toronto Raptors) (1/1)        | Damian Lillard (Portland Trail Blazers) (5/6) | [ 41 ] |
| Abril              | Chris Copeland (New York Knicks) (1/1)           | Damian Lillard (Portland Trail Blazers) (6/6) | [ 42 ] |

### Entrenadors del mes
Els següents entrenadors van ser nomenats com a entrenadors del mes de la Conferència Est i Oest, respectivament.
| Mes                | Conferència Est                      | Conferència Oest                             | Ref.   |
| ------------------ | ------------------------------------ | -------------------------------------------- | ------ |
| Octubre - Novembre | Avery Johnson (Brooklyn Nets) (1/1)  | Lionel Hollins (Memphis Grizzlies) (1/1)     | [ 43 ] |
| Desembre           | Larry Drew (Atlanta Hawks) (1/1)     | Vinny Del Negro (Los Angeles Clippers) (1/1) | [ 44 ] |
| Gener              | Tom Thibodeau (Chicago Bulls) (1/1)  | George Karl (Denver Nuggets) (1/1)           | [ 45 ] |
| Febrer             | Erik Spoelstra (Miami Heat) (1/2)    | Lionel Hollins (Memphis Grizzlies) (2/2)     | [ 46 ] |
| Març               | Erik Spoelstra (Miami Heat) (2/2)    | George Karl (Denver Nuggets) (2/2)           | [ 47 ] |
| Abril              | Mike Woodson (New York Knicks) (1/1) | Mike D'Antoni (Los Angeles Lakers) (1/1)     | [ 48 ] |